# Solonț
Solonț est une commune du județ de Bacău en Roumanie.